# 세르지우 클라우지우 두스 산투스
세르지우 클라우지우 두스 산투스(포르투갈어: Sergio Claudio dos Santos, 1971년 6월 27일 ~ )는 브라질의 전 축구 선수이다. 세르지뉴(Serginho)라고도 알려져 있으며, 빠른 스피드로 인해 일 콩코드(Il Concorde)라는 별명을 얻었다.
1992년 브라질의 이타페루나 EC에서 데뷔했으며, 이후 EC 바이아, CR 플라멩구, 크루제이루 EC, 상파울루 FC 등을 거쳐 1999년 이탈리아 세리에 A의 AC 밀란으로 이적하였다. 이적 이후에는 주전과 후보를 오가며 활약하였으며, 팀의 2003-04 시즌 리그 우승 및 2002-03 시즌 UEFA 챔피언스리그 우승, 2004-05 시즌 UEFA 챔피언스리그 준우승 등에 공헌하였다. 이후 2007-08 시즌 종료 이후 국가대표팀 동료이기도 했던 카푸와 함께 선수 은퇴를 선언하였다.
또한 1998년 브라질 축구 국가대표팀에 정식으로 데뷔한 뒤, 2001년까지 총 10경기에 출전해 1골을 넣었다. 소속팀에서의 활약으로 1999년 FIFA 컨페더레이션스컵에 참가하기도 했지만, 국가대표팀에서는 호베르투 카를루스에게 밀려 많은 경기에 출장하지 못하였다.